# США на летних Олимпийских играх 1992
На летних Олимпийских играх 1992 года американская делегация состояла из 545 человек. Она принимала участие в соревнованиях по 28 видам, получив всего 108 медалей, из них золотых: 37, серебряных: 34 и бронзовых: 37 (став 2-й в медальном зачёте, после Объединённой команды). Знаменосцем сборной на церемонии открытия была Фрэнси Смит; на церемонии закрытия — Питер Вестбрук.

## Медалисты

### Золото
| Медаль | Спортсмен                                                    | Вид спорта            | Дисциплина                                               |
| ------ | ------------------------------------------------------------ | --------------------- | -------------------------------------------------------- |
| Золото | Майкл Марш                                                   | Лёгкая атлетика       | Мужчины, 200 м                                           |
| Золото | Куинси Уоттс                                                 | Лёгкая атлетика       | Мужчины, 400 м                                           |
| Золото | Кевин Янг                                                    | Лёгкая атлетика       | Мужчины, 400 м с барьерами                               |
| Золото | Майкл Марш Лерой Баррелл Деннис Митчелл Карл Льюис           | Лёгкая атлетика       | Мужчины, эстафета 4×100 м                                |
| Золото | Эндрю Валмон Куинси Уоттс Майкл Джонсон Стив Льюис           | Лёгкая атлетика       | Мужчины, эстафета 4×400 м                                |
| Золото | Карл Льюис                                                   | Лёгкая атлетика       | Мужчины, прыжки в длину                                  |
| Золото | Майкл Конли                                                  | Лёгкая атлетика       | Мужчины, тройной прыжок                                  |
| Золото | Майкл Сталси                                                 | Лёгкая атлетика       | Мужчины, толкание ядра                                   |
| Золото | Гейл Диверс                                                  | Лёгкая атлетика       | Женщины, 100 м                                           |
| Золото | Гейл Диверс                                                  | Лёгкая атлетика       | Женщины, 200 м                                           |
| Золото | Эвелин Эшфорд Эстер Джоунс Карлетт Гуидри-Уайт Гвен Торренс  | Лёгкая атлетика       | Женщины, эстафета 4×100 м                                |
| Золото | Джекки Джойнер-Керси                                         | Лёгкая атлетика       | Женщины, семиборье                                       |
| Золото | Команда                                                      | Баскетбол             | Мужчины                                                  |
| Золото | Оскар Де Ла Хойя                                             | Бокс                  | Мужчины, до 60 кг                                        |
| Золото | Джон Смит                                                    | Вольная борьба        | Мужчины, до 62 кг                                        |
| Золото | Кевин Джексон                                                | Вольная борьба        | Мужчины, до 82 кг                                        |
| Золото | Брюс Баумгартнер                                             | Вольная борьба        | Мужчины, до 130 кг                                       |
| Золото | Трент Димас                                                  | Спортивная гимнастика | Мужчины, перекладина                                     |
| Золото | Скотт Стросбо Джо Джекоби                                    | Гребной слалом        | Мужчины, каноэ-двойка                                    |
| Золото | Марк Рэйнольдс Хэл Хэнел                                     | Парусный спорт        | Класс «Звёздный»                                         |
| Золото | Нельсон Дибел                                                | Плавание              | Мужчины, 100 м брассом                                   |
| Золото | Майк Бэрроумен                                               | Плавание              | Мужчины, 200 м брассом                                   |
| Золото | Пабло Моралес                                                | Плавание              | Мужчины, 100 м баттерфляем                               |
| Золото | Мэл Стюарт                                                   | Плавание              | Мужчины, 200 м баттерфляем                               |
| Золото | Джозеф Хьюдепол Мэтт Бионди Томас Джэйджер Джон Олсен        | Плавание              | Мужчины, эстафета 4×100 м вольным стилем                 |
| Золото | Джеффри Роуз Нельсон Дибел Педро Пабло Моралес Джон Олсен    | Плавание              | Мужчины, эстафета 4×100 м комбинированная                |
| Золото | Николь Хейслетт                                              | Плавание              | Женщины, 200 м вольным стилем                            |
| Золото | Джанет Эванс                                                 | Плавание              | Женщины, 800 м вольным стилем                            |
| Золото | Саммер Сандерс                                               | Плавание              | Женщины, 200 м баттерфляем                               |
| Золото | Николь Хейслетт Энджел Мартино Дженнифер Томпсон Дара Торрес | Плавание              | Женщины, эстафета 4×100 м вольным стилем                 |
| Золото | Крисси Аманн-Лейтон Ли Маурер Дженнифер Томпсон Анита Нолл   | Плавание              | Женщины, эстафета 4×100 м комбинированная                |
| Золото | Марк Лензи                                                   | Прыжки в воду         | Мужчины, трамплин 3 м                                    |
| Золото | Кристен Бэбб-Спраг                                           | Синхронное плавание   | Женщины, соло                                            |
| Золото | Карен Джозефсон Сара Джозефсон                               | Синхронное плавание   | Женщины, дуэт                                            |
| Золото | Лауни Мейли                                                  | Стрельба              | Женщины, малокалиберная винтовка из трёх положений, 50 м |
| Золото | Дженифер Каприати                                            | Теннис                | Женщины, одиночный разряд                                |
| Золото | Беатрис Фернандес Мэри-Джо Фернандес                         | Теннис                | Женщины, парный разряд                                   |

### Серебро
| Медаль  | Спортсмен                                                         | Вид спорта            | Дисциплина                                               |
| ------- | ----------------------------------------------------------------- | --------------------- | -------------------------------------------------------- |
| Серебро | Стив Льюис                                                        | Лёгкая атлетика       | Мужчины, 400 м                                           |
| Серебро | Тони Дис                                                          | Лёгкая атлетика       | Мужчины, 110 м с барьерами                               |
| Серебро | Майкл Пауэлл                                                      | Лёгкая атлетика       | Мужчины, прыжки в длину                                  |
| Серебро | Чарльз Симпкинс                                                   | Лёгкая атлетика       | Мужчины, тройной прыжок                                  |
| Серебро | Джеймс Деринг                                                     | Лёгкая атлетика       | Мужчины, толкание ядра                                   |
| Серебро | Лавонна Мартин                                                    | Лёгкая атлетика       | Женщины, 100 м с барьерами                               |
| Серебро | Сандра Фармер-Патрик                                              | Лёгкая атлетика       | Женщины, 400 м с барьерами                               |
| Серебро | Наташа Кайзер-Браун Гвен Торренс Джерл Майлз-Кларк Рошель Стивенс | Лёгкая атлетика       | Женщины, эстафета 4×400 м                                |
| Серебро | Джеффри Маклафлин Даг Бёрден Томас Борер Патрик Мэннинг           | Академическая гребля  | Мужчины, четвёрки распашные без рулевого                 |
| Серебро | Шела Донохью Синтия Эккерт Кэрол Фини Эми Фуллер                  | Академическая гребля  | Женщины, четвёрки распашные без рулевой                  |
| Серебро | Крис Бёрд                                                         | Бокс                  | Мужчины, до 75 кг                                        |
| Серебро | Зик Джонс                                                         | Вольная борьба        | Мужчины, до 52 кг                                        |
| Серебро | Кенни Мондэй                                                      | Вольная борьба        | Мужчины, до 74 кг                                        |
| Серебро | Деннис Козловски                                                  | Греко-римская борьба  | Мужчины, до 100 кг                                       |
| Серебро | Шэннон Миллер                                                     | Спортивная гимнастика | Женщины, абсолютное первенство                           |
| Серебро | Шэннон Миллер                                                     | Спортивная гимнастика | Женщины, бревно                                          |
| Серебро | Джейсон Моррис                                                    | Дзюдо                 | Мужчины, до 78 кг                                        |
| Серебро | Майкл Гебхардт                                                    | Парусный спорт        | Мужчины, класс «Дивизион II»                             |
| Серебро | Брайан Ледбеттер                                                  | Парусный спорт        | Мужчины, класс «Финн»                                    |
| Серебро | Морган Ризер Кевин Бёрнхэм                                        | Парусный спорт        | Мужчины, класс «470»                                     |
| Серебро | Пол Фёрстер Стивен Бурдоу                                         | Парусный спорт        | Класс «Летучий голландец»                                |
| Серебро | Рэнди Смит Кит Нотари                                             | Парусный спорт        | Класс «Торнадо»                                          |
| Серебро | Кевин Мэхэни Джеймс Брэйди Дуг Керн                               | Парусный спорт        | Класс «Солинг»                                           |
| Серебро | Мэттью Бионди                                                     | Плавание              | Мужчины, 50 м вольным стилем                             |
| Серебро | Джефф Норман Роуз                                                 | Плавание              | Мужчины, 100 м на спине                                  |
| Серебро | Грегори Бёрджесс                                                  | Плавание              | Мужчины, 200 м комплексным плаванием                     |
| Серебро | Эрик Намесник                                                     | Плавание              | Мужчины, 400 м комплексным плаванием                     |
| Серебро | Дженнифер Томпсон                                                 | Плавание              | Женщины, 100 м вольным стилем                            |
| Серебро | Джанет Эванс                                                      | Плавание              | Женщины, 400 м вольным стилем                            |
| Серебро | Анита Нолл                                                        | Плавание              | Женщины, 100 м брассом                                   |
| Серебро | Кристин Эман-Лейтон                                               | Плавание              | Женщины, 100 м баттерфляем                               |
| Серебро | Саммер Сандерс                                                    | Плавание              | Женщины, 200 м комплексным плаванием                     |
| Серебро | Скотт Дони                                                        | Прыжки в воду         | Мужчины, вышка 10 м                                      |
| Серебро | Роберт Фот                                                        | Стрельба              | Мужчины, малокалиберная винтовка из трёх положений, 50 м |

### Бронза
| Медаль | Спортсмен | Вид спорта                  | Дисциплина                                  |
| ------ | --- | --------------------------- | ------------------------------------------- |
| Бронза | Деннис Митчелл | Лёгкая атлетика             | Мужчины, 100 м                              |
| Бронза | Майкл Бэйтс | Лёгкая атлетика             | Мужчины, 200 м                              |
| Бронза | Джонни Грей | Лёгкая атлетика             | Мужчины, 800 м                              |
| Бронза | Джек Пирс | Лёгкая атлетика             | Мужчины, 110 м с барьерами                  |
| Бронза | Джо Грин | Лёгкая атлетика             | Мужчины, прыжки в длину                     |
| Бронза | Холлис Конвей | Лёгкая атлетика             | Мужчины, прыжки в высоту                    |
| Бронза | Дейв Джонсон | Лёгкая атлетика             | Мужчины, десятиборье                        |
| Бронза | Линн Дженнингс | Лёгкая атлетика             | Женщины, 10.000 м                           |
| Бронза | Джанин Викерс | Лёгкая атлетика             | Женщины, 400 м с барьерами                  |
| Бронза | Джекки Джойнер-Керси | Лёгкая атлетика             | Женщины, прыжки в длину                     |
| Бронза | Стефани Пирсон Анна Ситон | Академическая гребля        | Женщины, двойки распашные без рулевой       |
| Бронза | Команда | Баскетбол                   | Женщины                                     |
| Бронза | Тимоти Остин | Бокс                        | Мужчины, до 51 кг                           |
| Бронза | Эрин Хартвелл | Велоспорт                   | Мужчины, гит 1000 м                         |
| Бронза | Ребекка Линн Твигг | Велоспорт                   | Женщины, индивидуальная гонка преследования |
| Бронза | Карлон Брисено, Даниэль Гринбаум, Ник Беккер, Роберт Ствртлик, Брайан Айви, Стив Тиммонс, Брент Хильярд, Скотт Форчун, Роберт Самуэльсон, Джеффри Сторк, Эрик Сато, Дуглас Парти | Волейбол                    | Мужчины                                     |
| Бронза | Тоня Сандерс, Йоко Зеттерлунд, Кимберли Оден, Лори Эндикотт, Пола Вайсхофф, Карен Кемнер, Тэмми Лили, Элайна Оден, Джанет Коббс, Тара Кросс-Бэттл, Лайэн Сато, Рут Лоуэнсон      | Волейбол                    | Женщины                                     |
| Бронза | Кристофер Кэмпбелл | Вольная борьба              | Мужчины, до 90 кг                           |
| Бронза | Родни Смит | Греко-римская борьба        | Мужчины, до 68 кг                           |
| Бронза | Венди Брюс Доминик Доз Шэннон Миллер Элизабет Окино Керри Страг Кимберли Змескал                                                                                                 | Спортивная гимнастика       | Женщины, командное первенство               |
| Бронза | Шэннон Миллер | Спортивная гимнастика       | Женщины, брусья                             |
| Бронза | Шэннон Миллер | Спортивная гимнастика       | Женщины, вольные упражнения                 |
| Бронза | Грег Бартон | Гребля на байдарках и каноэ | Мужчины, байдарка-одиночка, 1000 м          |
| Бронза | Дана Хладек | Гребной слалом              | Женщины, байдарка-одиночка                  |
| Бронза | Роберт Доувер Кэрол Лэвелл Шарлотте Бредал Майкл Паулин | Конный спорт                | Выездка, командное первенство               |
| Бронза | Флаг СШАНорман Делло Йойо | Конный спорт                | Конкур, личное первенство                   |
| Бронза | Джулия Тротмэн | Парусный спорт              | Женщины, класс «Европа»                     |
| Бронза | Дженнифер Айслер Пэмела Хили | Парусный спорт              | Женщины, класс «470»                        |
| Бронза | Том Джегер | Плавание                    | Мужчины, 50 м вольным стилем                |
| Бронза | Дэвид Беркхофф | Плавание                    | Мужчины, 100 м на спине                     |
| Бронза | Джозеф Хьюдпол Мелвин Стюарт Джон Олсен Дуглас Гьертсен | Плавание                    | Мужчины, эстафета 4×200 м вольным стилем    |
| Бронза | Энджел Мартино | Плавание                    | Женщины, 50 м вольным стилем                |
| Бронза | Анита Нолл | Плавание                    | Женщины, 200 м брассом                      |
| Бронза | Ли Лавлесс | Плавание                    | Женщины, 100 м на спине                     |
| Бронза | Саммер Сандерс | Плавание                    | Женщины, 400 м комплексным плаванием        |
| Бронза | Мэри Эллен Кларк | Прыжки в воду               | Женщины, вышка 10 м                         |
| Бронза | Мэри-Джо Фернандес | Теннис                      | Женщины, одиночный разряд                   |

## Результаты соревнований

### Академическая гребля
В следующий раунд из каждого заезда проходили несколько лучших экипажей (в зависимости от дисциплины). В финал A выходили 6 сильнейших экипажей, остальные разыгрывали места в утешительных финалах B-D.
Мужчины
| Соревнование | Спортсмены                 | Предварительный заезд | Предварительный заезд | Предварительный заезд | Отборочный заезд | Отборочный заезд | Отборочный заезд | Полуфинал     | Полуфинал     | Полуфинал     | Финал   | Финал   | Итоговое место |
| Соревнование | Спортсмены                 | Заезд                 | Время                 | Место                 | Заезд            | Время            | Место            | Заезд         | Время         | Место         | Время   | Место   | Итоговое место |
| ------------ | -------------------------- | --------------------- | --------------------- | --------------------- | ---------------- | ---------------- | ---------------- | ------------- | ------------- | ------------- | ------- | ------- | -------------- |
| одиночки     | Грег Уокер                 | 1                     | 7:13,62               | 4                     | 2                | 7:11,85          | 3                | Полуфинал C/D | Полуфинал C/D | Полуфинал C/D | Финал D | Финал D | 19             |
| одиночки     | Грег Уокер                 | 1                     | 7:13,62               | 4                     | 2                | 7:11,85          | 3                | 2             | 7:05,54       | 4             | 7:12,32 | 1       | 19             |
| двойки       | Питер Шарис Джон Пескаторе | 3                     | 6:52,43               | 4                     | 4                | 6:45,31          | 2 Q              | 2             | 6:35,99       | 3 QA          | Финал A | Финал A | 6              |
| двойки       | Питер Шарис Джон Пескаторе | 3                     | 6:52,43               | 4                     | 4                | 6:45,31          | 2 Q              | 2             | 6:35,99       | 3 QA          | 6:39,23 | 6       | 6              |